# Valle del Noce

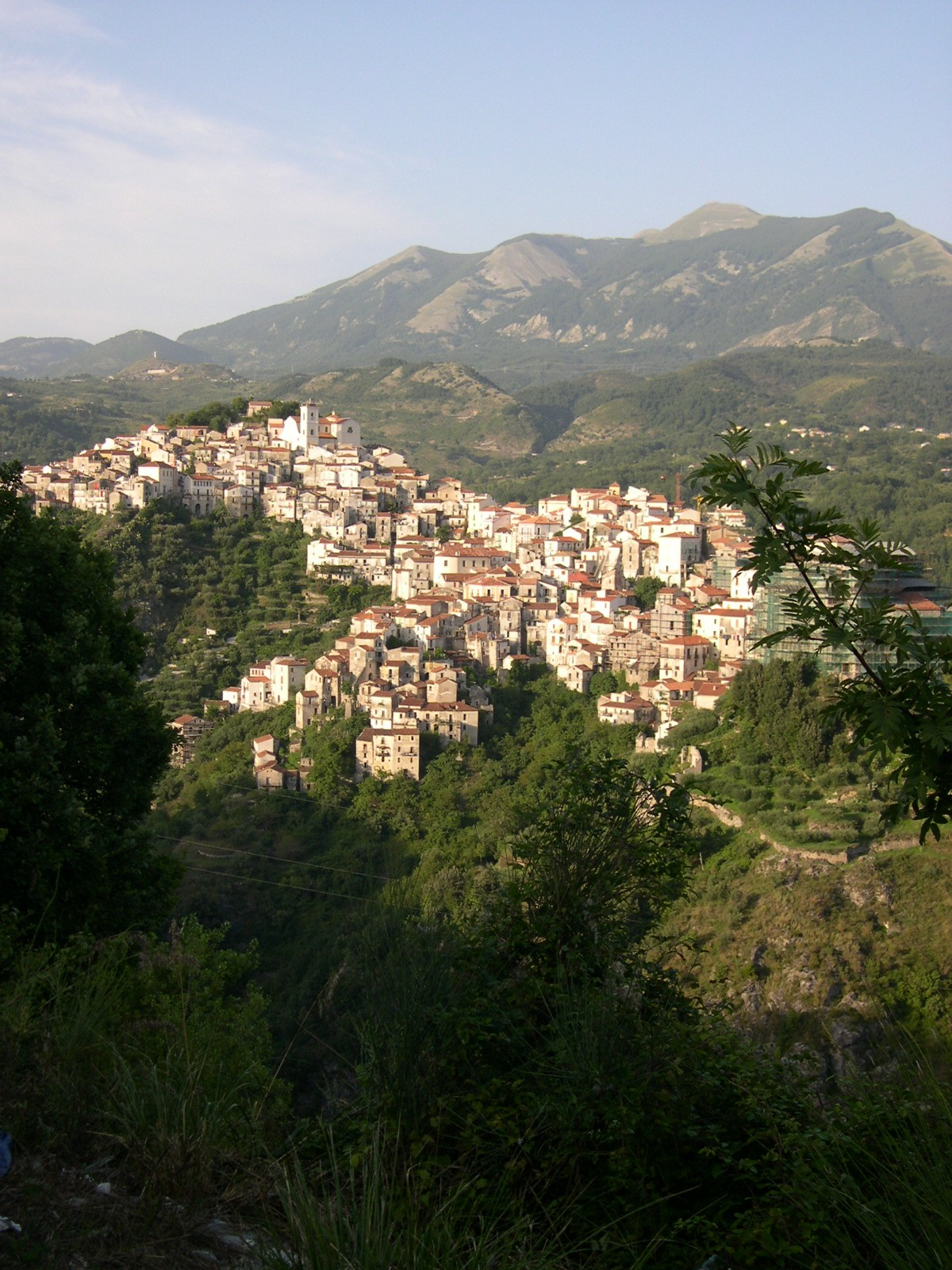
Rivello

La valle del Noce è una vallata situata in provincia di Potenza, Basilicata.
Il bacino idrografico del fiume Noce-Castrocucco è posto nella parte meridionale della Regione Basilicata, ed è delimitato dai boschi delle vette dell'Appennino lucano e dall'angusto litorale marino nei pressi di Castrocucco, frazione di Maratea.
Presenta un dislivello altimetrico non indifferente, passando in non più di una ventina di km in linea d'aria dai 2005 m s.l.m. del Massiccio del Sirino al livello del mare. La città principale dell'area è Lagonegro, mentre la più popolosa è Lauria con quasi 14 000 abitanti. Altri centri abitati nella valle sono Nemoli, Trecchina, Rivello e Maratea.
Nel 2005 la Valle del Noce è stata proposta come sito di interesse comunitario (Cod. SIC: IT9210265).